# Camí del Palmer
El camí del Palmer és un antic camí del migjorn de Mallorca que anava des de la possessió de El Palmer de Campos a Palma, tot passant per les possessions del terme de Llucmajor: Vallgornera, Capocorb Vell, sa Torre i Puigderrós, i per la possessió s'Aranjassa de Palma.